# Les Essarts (Eure)
Les Essarts è un comune francese di 367 abitanti situato nel dipartimento dell'Eure nella regione della Normandia.

## Società

### Evoluzione demografica
Abitanti censiti